# Vito Russo e i 4 Conny
I Vito Russo e i 4 Conny sono stati un gruppo musicale italiano di genere beat italiano in attività negli anni sessanta. Il gruppo ha avuto denominazioni diverse: nei primi 45 giri il nome del complesso è riportato come "I 4 Con" mentre in altri successivi come "I Conny".

## Storia del gruppo
Il gruppo si forma alla fine del 1962 su iniziativa del musicista aversano Vito Russo, considerato uno dei padri del Neapolitan Power
Nel 1965 entra nel complesso il cantante e bassista Mario Musella, portato dall'amico James Senese in sostituzione del precedente bassista Gigi Taglialatela; si esibiscono proponendo nei concerti oltre ai loro brani alcune cover dei Beatles e dei Rolling Stones come Eleanor Rigby e Satisfaction
Il gruppo ha inciso alcuni dischi con l'etichetta KappaO dei fratelli Fernando, Roberto ed Enzo Esposito e con la King, fondata da Aurelio Fierro e ha partecipato al quattordicesimo festival della canzone napoletana - il Festival di Napoli 1966, presentato da Pippo Baudo al teatro Politeama di Napoli - con la canzone "Diciott'anne", in abbinamento con Enzo Del Forno.
Nel 1966 Vito Russo e i 4 Conny incidono un brano, Ischia mia, scritto da Totò.
All'inizio del 1967 il complesso riceve la proposta di effettuare un tour negli Stati Uniti, ma mentre Musella e Senese sono d'accordo, Russo e Mormone si rifiutano, il primo perché deve sposarsi e il secondo perché non si sente di lasciare la famiglia per un lungo periodo, e per questo motivo il cantante e il sassofonista lasciano il gruppo e di lì a breve formano un altro complesso con alcuni musicisti napoletani loro amici, The Showmen
Dopo lo scioglimento del gruppo, Nicola Mormone continua l'attività musicale come session man, così come il batterista Ino Galluccio.
Vito Russo muore nell'agosto 2015, dopo essersi esibito l'ultima volta dal vivo pochi mesi prima nella sua città.

## Discografia
Singoli
- 1963 - Twist sulla luna/Nu'poco'e te (Daunia, CI 781) - come "i 4 con"
- 1963 - La bottiglia/Ce l'hai o non ce l'hai (Daunia, CI 783) - come "i 4 con"
- 1964 - Brivido/Relax (Daunia)
- 1966 - Sola sulla spiaggia/Se vuoi tu (KappaO E 20050)
- 1966 - Diciott'anne/L'ultima sera d'ammore (King, AFK 56057)
- 1966 - Cos'hai/Mi piace tanto (King, AFK 56063)
- 1966 - Ischia Mia/'Nzieme A Tte (Cosmo, 8402) - come "Vito Russo e i Conny"
- 1967 - Improvviso in do maggiore/La forza dell'amore (Cosmo, 8401) - come "Vito Russo e i Conny"
- 1971 - Pensiero/'Nu santo (ATA Records, ATA ND 866; pubblicato da Vito Russo come solista)

## Formazione
- Vito Russo - voce, pianoforte e chitarra
- Orlando Ciccarelli - pianoforte (1962-1965)
- Nicola Mormone - chitarra e voce
- Vittorio Cuciniello - batteria (1963-1965)
- Enrico Lugani - batteria (1963-1965)
- Ino Galluccio - batteria e voce (1965-1967)
- Gigi Taglialatela - voce e basso (1962-1965)
- Mario Musella - voce e basso[15][16] (1965-1967)
- James Senese - sax, flauto, percussioni e voce[17][18] (nei primi 45 giri con lo pseudonimo "James King"[19])